# Radio Vostok

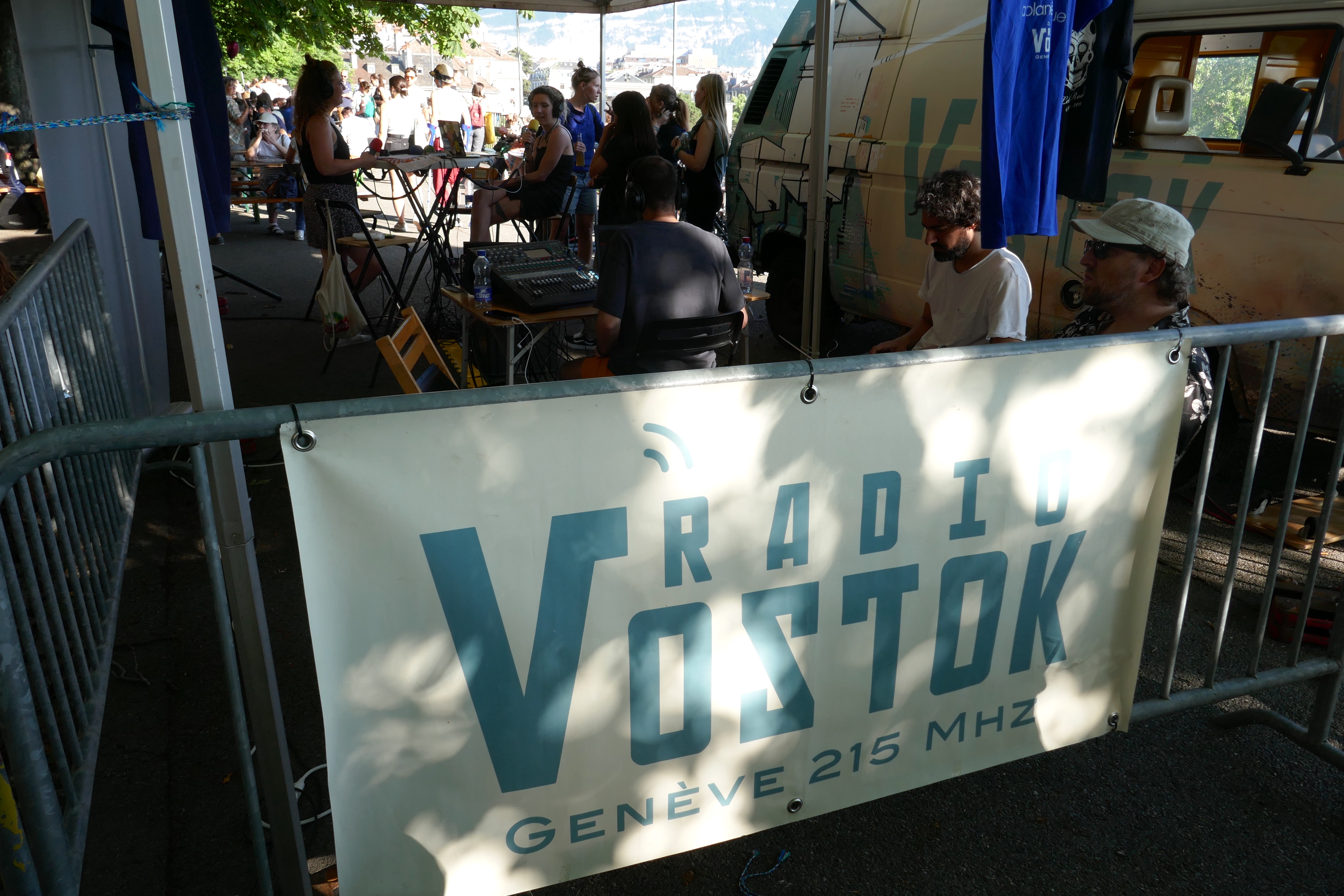
Le stand de Radio Vostok lors de la Fête de la Musique à Genève en 2023.

Radio Vostok est un média régional, ancré dans le bassin genevois. Elle produit des contenus culturels et informatifs, dans le but de promouvoir les artistes genevois et la vie culturelle locale.
Elle est constituée en association à but non lucratif et est diffusée sur internet, sur l’îlot DAB+ de Genève et sur les boxes Swisscom TV de Suisse romande.

## Histoire
Cofondée par trois amis, dont Charles Menger, sous forme d'association à but non lucratif, Radio Vostok démarre sa diffusion sur le web en septembre 2011,. Son nom fait référence au premier vol spatial habité de l’URSS en 1961. Ses premiers locaux sont situés dans la zone industrielle des Acacias à Genève.
Elle obtient en 2015 un canal de diffusion en numérique terrestre (appelé DAB+ en Suisse) sur la région genevoise. Cette même année elle lance une émission quotidienne d'une durée de trois heures réalisée en direct et consacrée à la culture.[réf. nécessaire]
Depuis septembre 2017, elle diffuse l'émission La Planète Bleue. Elle rencontre alors des difficultés et tente d'obtenir des soutiens de ses auditeurs. En 2018, elle lance La VostokE, un canal intégralement féminin.
Le 1er octobre 2022, la radio inaugure pour ses dix ans de tout nouveaux studios mis à disposition par la ville de Genève au sein du quartier des Grottes, au 41 rue Louis-Favre, au rez-de-chaussée du lotissement des Schtroumpfs. Conçus par Charlotte Schusselé, les studios ont une forme originale de vaisseau spatial. Ils rendent hommage au « son suisse », reconnu pour son excellence mondiale.
Le 11 janvier 2024, l'Office fédéral de la communication (OFCOM) octroie à Radio Vostok une première concession de diffusion sur le bassin genevois, au titre de radio locale complémentaire sans but lucratif. Cette décision, prise aux dépens de Radio Cité, intervient au terme d'une procédure de consultation ayant duré huit mois,.

## Diffusion
Radio Vostok est diffusée sur le troisième bouquet DAB de la région genevoise depuis 2015. Elle est aussi accessible via son site internet et les boxes Swisscom TV de suisse romande.[réf. nécessaire]
Radio Vostok dispose d'une audience de 2 500 auditeurs en 2020, 3 000 en 2022.

## Équipe
La radio compte six postes fixes et une quarantaine de bénévoles en 2022,.

## Programmes
La radio, qui ne diffuse aucune publicité, est en grande partie musicale avec une dominante indie-rock. Elle produit en moyenne 20 heures de programme chaque semaine,.

### La Quotidienne
Son émission principale consacrée à la culture notamment locale est diffusée du lundi au vendredi de 16 h à 19 h. Elle traite différentes facettes de la culture genevoise aussi bien institutionnelle qu'émergente : la musique, le cinéma, le théâtre, la danse et les expositions. Elle offre, en outre, des débats ciblés sur la culture et d’autres sujets de société tout en proposant des découvertes musicales.[réf. nécessaire]

### La Planète Bleue
Radio Vostok diffuse depuis septembre 2017 l'émission La Planète Bleue (qui a été diffusée pendant 22 ans sur Couleur 3) produite par Yves Blanc,.